# Ryszard Kaczorowski
Ryszard Kaczorowski (Białystok, 26 de novembro de 1919 - Smolensk, 10 de abril de 2010) foi um político polaco. 

## Carreira
Como a Constituição da Polônia de abril de 1935 (a base legal para o governo) permitia ao presidente nomear seu sucessor "no caso de o assento ser esvaziado antes que a paz fosse resolvida", o presidente interino no exílio Kazimierz Sabbat nomeou Kaczorowski como seu sucessor em janeiro 1988. Sabbat morreu repentinamente em 19 de julho de 1989 e Kaczorowski o sucedeu automaticamente. 
Entre 1989 e 1990 ele serviu como o último presidente da Polônia no exílio. E renunciou a seu mandato após a República da Polónia recuperar sua independência da esfera de influência soviética e da eleição de Lech Wałęsa como o primeiro presidente democraticamente eleito da Polônia desde a Segunda Guerra Mundial, em 22 de dezembro de 1990, significando tanto um reconhecimento da legitimidade do governo no exílio quanto sua continuidade com a Terceira República Polonesa.

## Morte
Kaczorowski morreu em 10 de abril de 2010 em um acidente de avião perto de Smolensk, na Rússia, junto com o presidente da Polônia Lech Kaczyński e outras 94 pessoas. Ele era a vítima mais velha do acidente do Tu-154 da Força Aérea Polonesa. Em 19 de abril de 2010, o caixão de Kaczorowski foi levado para a Catedral de São João para uma missa fúnebre, antes de ser enterrado em uma cripta no Templo Nacional da Divina Providência em Varsóvia.